# A House Divided (film 1915)
A House Divided è un cortometraggio muto del 1915. Il nome del regista non viene riportato nei credit del film che fu prodotto da E.D. e H.M. Horkheimer per la Balboa Amusement Producing Company.

## Produzione
Il film fu prodotto dalla Balboa Amusement Producing Company.

## Distribuzione
Distribuito dalla Pathé Exchange, il film - un cortometraggio di due bobine - uscì nelle sale cinematografiche statunitensi il 26 luglio 1915.